# مهواة العشب

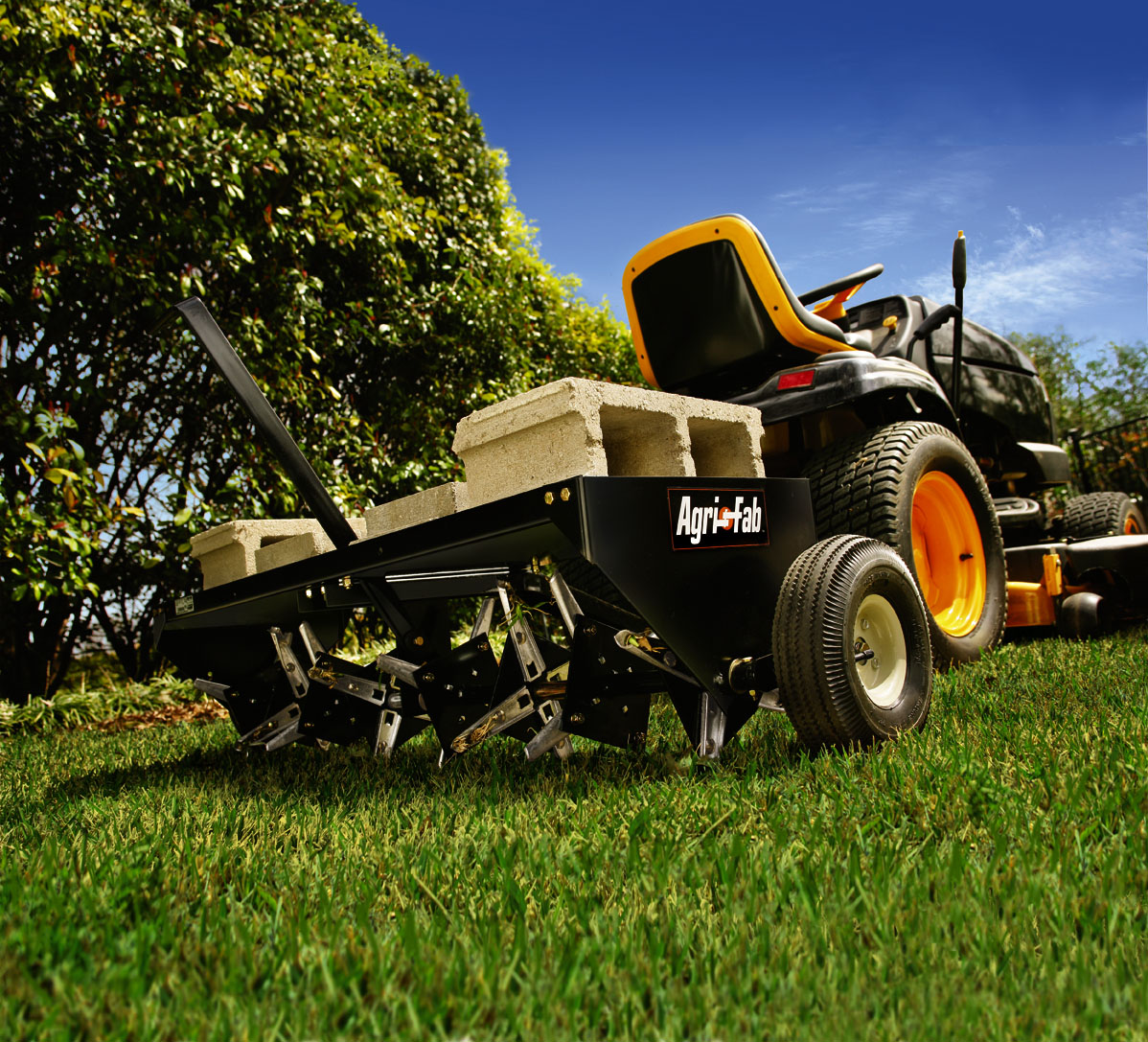
مهواة العشب تعمل على إحداث ثقوب بالتربة.

مهواة العشب هي أداة زراعية تستعمل في الحدائق، مصممة لحفر ثقوب في التربة، من أجل مساعدة العشب على النمو. وفي المروج المضغوطة تعمل التهوية على تحسين تصريف التربة، وتحفز الديدان عل التوغل في التربة، من أجل إحداث ثقوب صغيرة، لتسمح لجذور الأعشاب بالتنفس.

## أنواع مهاوي العشب
يوجد عدة أنواع من مهاوي العشب:
- مهاوي العشب التي تعمل بالوقود.
- مهاوي العشب التي تعمل الكهرباء.
- مهاوي العشب التي تعمل بحركة الإنسان.